# Simon de Hesdin

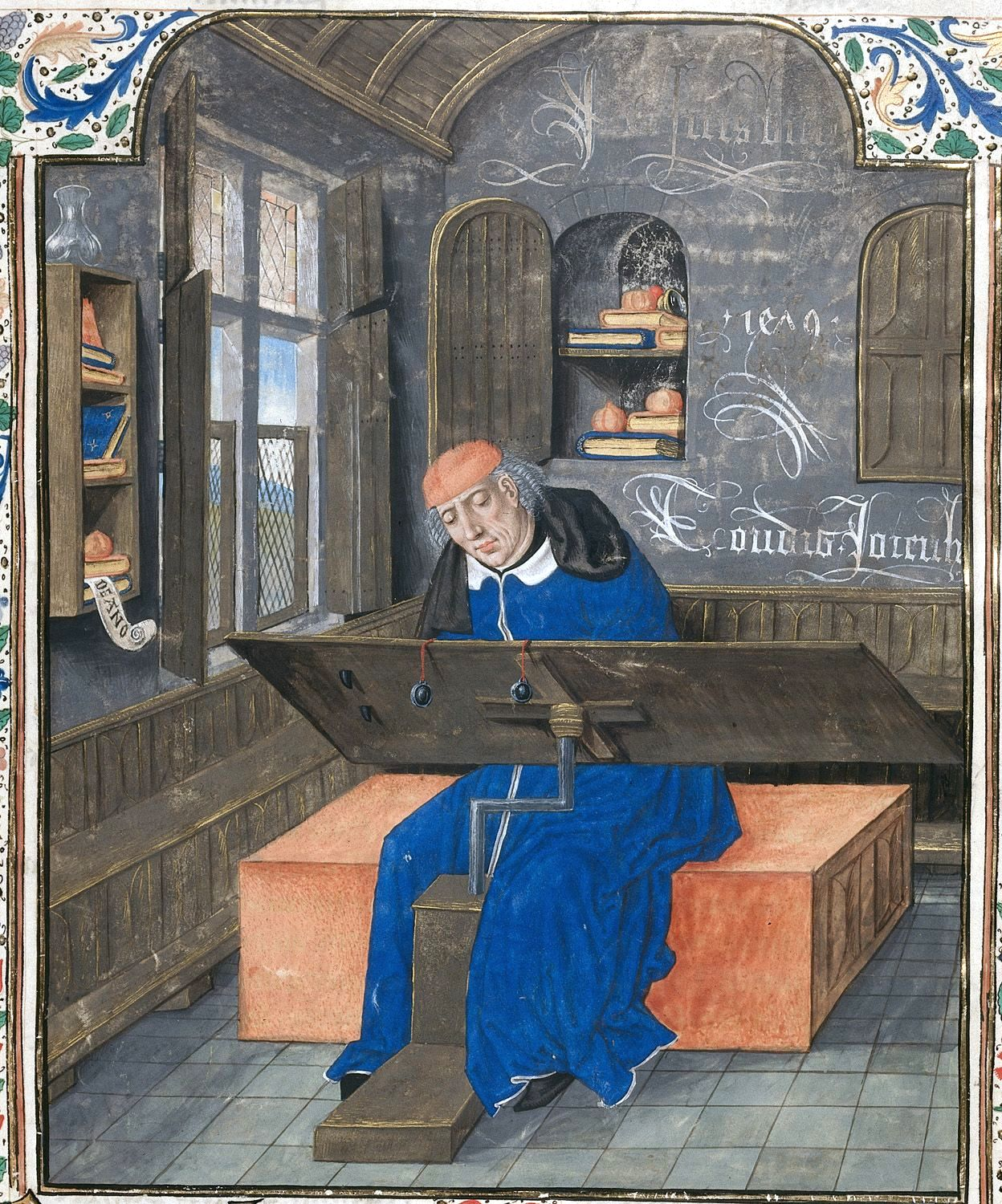
Afbeelding van de auteur Simon de Hesdin met op de muur de inscriptie 'Je suis bien toudis joieulx' en de datum 1479.

Simon de Hesdin (onb. -  Senlis, 1383) was een religieus van de Orde van Sint-Jan van Jeruzalem, commandeur in de vestiging van Éterpigny in Picardië en vanaf 1377 in Senlis.

Over het leven van Simon is weinig bekend. Volgens de aanhef van zijn vertaling van de Valerius Maximus was hij 'meester' in de theologie en had dus een universitaire opleiding genoten.
Cy commence le livre de valere maxim translate de latin en françois par religieuse personne maistre symon de hesdin illustre en theologie et frere de saint jehan de iherusalem— Hier begint het boek van Valerius Maximus vertaald van het Latijn naar het Frans door een religieuze persoon meester Simon de Hesdin dokter in de theologie, broeder van de orde van Sint-Jan van Jeruzalem; Londen, British Library Ms. Royal 17 F iv, folium 3.
Hij begint in 1375 in opdracht van Karel V van Frankrijk aan de vertaling naar het Frans van de Facta et dicta memorabilia, een verzamelwerk van negen delen met moraliserende anekdoten, in 31 na Chr. door Valerius Maximus opgedragen aan keizer Tiberius.  Het was na de Decaden van Titus Livius, vertaald door Pierre Bersuire en de De civitate Dei van Augustinus van Hippo het derde klassieke werk waarvan de vertaling werd aangevat op initiatief van het koningshuis. Die vertaalcampagne was een initiatief van Jan de Goede, verder gezet door zijn zoon Karel V.
De vertaling van meester Simon stopte bij hoofdstuk IV van boek VII, maar werd daarna verder afgewerkt door Nicolas de Gonesse op verzoek van Jean de France, duc de Berry tussen 1400 en 1401, in de stijl van Simon de Hesdin.

De vertaling was geen woord voor woord vertaling, maar een poging om tot een leesbare tekst in het romaans te komen, zoals de auteur het zelf zegt: 
faire de fort latin clere et entandable rommant— van het moeilijke latijn een klaar en verstaanbaar romaans te maken.
 Om zeker te zijn van de duidelijkheid is de tekst doorspekt met glossen die de vertaling van commentaar voorzien. Daarvoor deden de vertalers beroep op de commentaren van Dionigi da Borgo San Sepolcro. Maar ze hebben zelf ook commentaren waarvoor ze teruggrepen naar de originele werken van onder meer Titus Livius.
Gezien het aantal manuscripten dat van deze vertaling werd bewaard, moet het werk vrij succesvol zijn geweest in zijn tijd.
- Bibliothèque nationale de France: cb16844263m (data)
- Biografisch Portaal: 96398820
- Digitale Bibliotheek voor de Nederlandse Letteren: hesd002
- Gemeinsame Normdatei: 104150823
- International Standard Name Identifier: 0000 0000 0719 0733
- Library of Congress Control Number: no2019013996
- Nationale Bibliotheek van Tsjechië: jo2017948612
- Système universitaire de documentation: 192916106
- Virtual International Authority File: 27496268
- WorldCat: E39PBJtxjbDhP7mG8YfpVFJMT3